# Актобенський тролейбус
Актóбенський тролéйбус — закрита у липні 2013 році тролейбусна система в місті Актобе (Казахстан). Основним експлуатантом було підприємство  ТОО «Тролейбусний парк».
Вхід в тролейбуси здійснювався через середню і задню двері, вихід — через передню. Пільги і проїзні в тролейбусах не діяли. Підприємство «Тролейбусний парк» також обслуговувало кілька автобусних маршрутів автобусами ПАЗ-32054.

## Історія
2 серпня 1982 року був відкритий тролейбусний рух в Актобе. Запуск тролейбусів став великою подією для мешканців Актобе. На урочистому заході з цієї нагоди брав участь перший секретар ЦК Комуністичної партії Казахстану Дінмухаммед Кунаєв. Наприкінці 1980-х років кількість тролейбусів, які були в місті основним видом транспорту, налічувалася 150 машин, з яких 100 щодня випускалися на лінію. Графік роботи водіїв розподілявся на три зміни. На підприємстві була відмінна ремонтна база з компресорним, шиномонтажним та акумуляторним цехами.
1994 року в Актобе діяло 6 тролейбусних маршрутів. Інфраструктура тролейбусної системи добре зберігалася, однак тролейбусний парк залишався в стороні від діючої лінії.
У 2012 році відомо як мінімум дві рекламні акції «Тролейбус здоров'я» та «Тролейбус бажань» з використанням тролейбусів. Тим не менш, питання про наявність регулярного маршрутного руху у 2012 році стало дискусійним. Підприємству доводилося щомісяця платити енергетикам 2 млн тенге. До того ж щомісячний дохід від перевезення пасажирів на тролейбусах становив лише 500 тисяч тенге, що стало невигідним для підприємства.
4 лютого 2013 року тролейбусний рух призупинено на невизначений термін.
12 червня 2013 року відновлено рух тролейбусів по маршруту № 1. У липні 2013 року рух тролейбусів остаточно припинено. Влада міста порахувала відновлення тролейбусного руху занадто витратним, а впоратися самостійно з цим завданням транспортному підприємству не під силу. Керівництво підприємства-перевізника запевнило, що водії тролейбусів без роботи не залишаться — їх працевлаштували на автобусні маршрути, які обслуговуються підприємством.
У жовтні 2013 року проведений демонтаж тролейбусної контактної мережі.

## Маршрути
У 2013 році тролейбусний парк Актобе складався з 5 тролейбусів БТЗ-5276-04, проїзд в яких був найдешевшим і коштував всього 35 теньге. Всі 5 тролейбусів обслуговували єдиний маршрут № 1. 
| Перелік тролейбусних маршрутів, що існували в м. Актобе | Перелік тролейбусних маршрутів, що існували в м. Актобе | Перелік тролейбусних маршрутів, що існували в м. Актобе | Перелік тролейбусних маршрутів, що існували в м. Актобе | Перелік тролейбусних маршрутів, що існували в м. Актобе |
| №                                                       | Початковий пункт                                        | Кінцевий пункт                                          | Роки існування                                          |                                                         |
| ------------------------------------------------------- | ------------------------------------------------------- | ------------------------------------------------------- | ------------------------------------------------------- | ------------------------------------------------------- |
| 1                                                       | Парк Пушкіна                                            | Вулиця Студентська                                      | 1982—2013                                               |                                                         |
| 2                                                       |                                                         |                                                         | ?                                                       |                                                         |
| 3                                                       | Вулиця Санкибая                                         | Парк Пушкіна                                            | 1982—1993                                               |                                                         |
| 4                                                       | Парк Пушкіна                                            | 8-й мікрорайон                                          | 1982—2000                                               |                                                         |
| 5                                                       | Вулиця Санкибая                                         | Вулиця Студентська                                      | 1994—2000                                               |                                                         |
| 5А                                                      | 8-й мікрорайон                                          | Вулиця Студентська                                      | 1994—2000                                               |                                                         |

За радянські роки була побудована тролейбусна лінія до 11-го мікрорайону, але вона не була введена в експлуатацію.

## Рухомий склад
Впродовж 2008—2013 років тролейбуси поступово знімали з лінії. Станом на 2013 рік в парку підприємства залишалося лише 5 лінійних тролейбусів БТЗ-5276-04 (№ 74—77, 83), що здійснювали перевезення пасажирів. Рухомий склад остаточно списаний та утилізований у квітні 2016 року.
| Статистика рухомого складу (1982—2013) | Статистика рухомого складу (1982—2013) | Статистика рухомого складу (1982—2013) |
| Тип моделі                             | Кількість                              | Бортові номери                         |
| -------------------------------------- | -------------------------------------- | -------------------------------------- |
| БТЗ-5276-04 «Тробас»                   | 10                                     | 74—83                                  |
| ЗіУ-682В                               | 10                                     | 01—10                                  |
| ЗіУ-682В [В00]                         | 4                                      | 30—32, 64                              |
| ЗіУ-682В-012 [В0А]                     | 5                                      | 33—37                                  |
| ЗіУ-682Г [Г00]                         | 9                                      | 60, 65, 67—73                          |
| Всього:                                | 38                                     |                                        |